# Albert Coppé

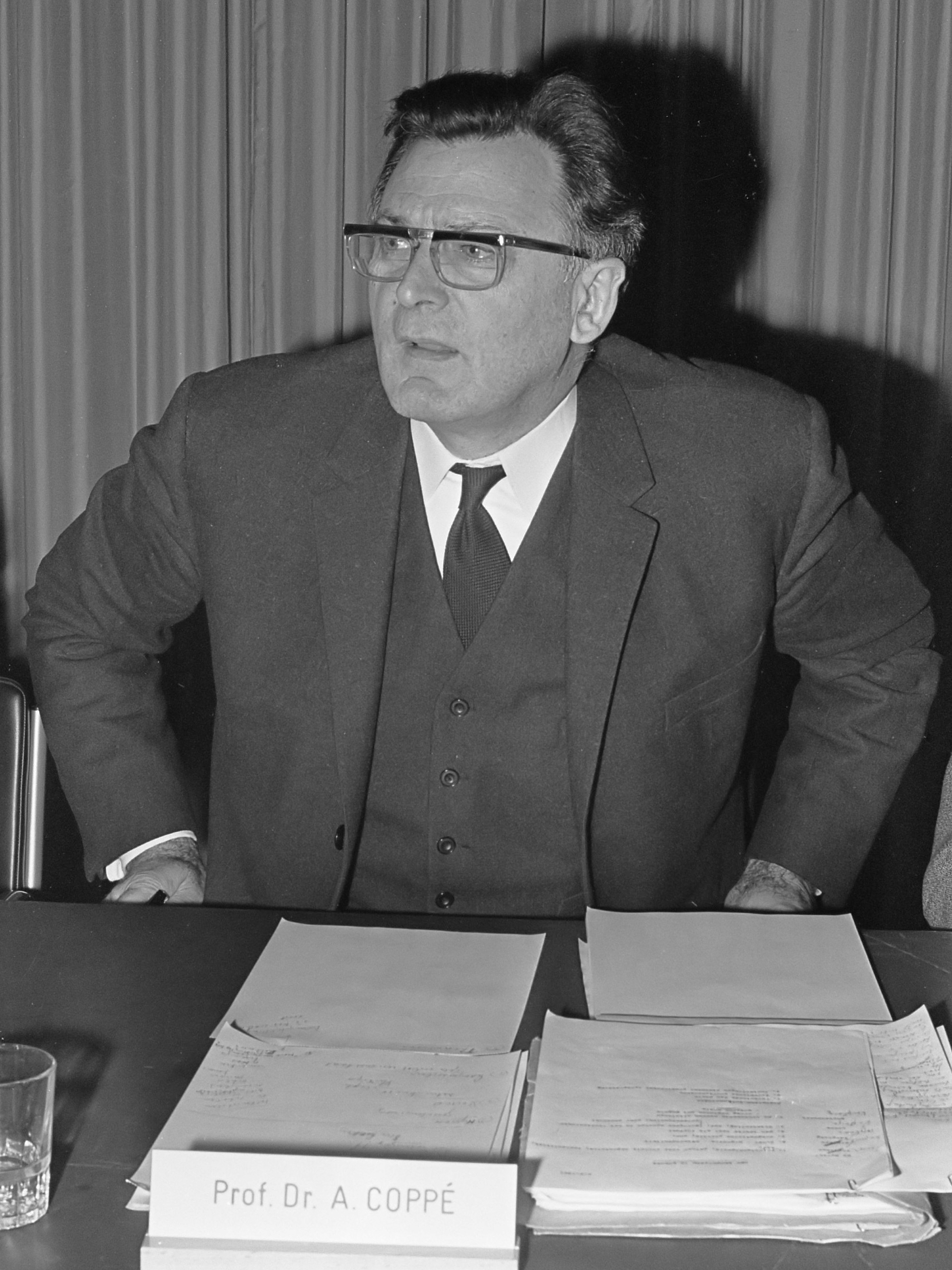
Albert Coppé (1967)

Albert Coppé (* 26. November 1911 in Brügge; † 30. März 1999 in Tervuren) war ein belgischer Politiker. Er war Vizepräsident der Europäischen Gemeinschaft für Kohle und Stahl (EGKS).

## Leben
Von 1946 bis 1952 war er Minister für öffentliche Arbeiten, Wirtschaft und Rekonstruktion Belgiens. Dann wurde er 1952 Vizepräsident der Hohen Behörde der EGKS und wurde 1967 für wenige Monate Präsident.
Durch den Fusionsvertrag der Organisationen der drei Europäischen Gemeinschaften wechselte er in die neue Europäische Kommission und war von 1967 bis 1970 Haushaltskommissar, danach bis 1973 Sozial- und Verkehrskommissar.